# Monument voor de gevallenen (Willemstad)

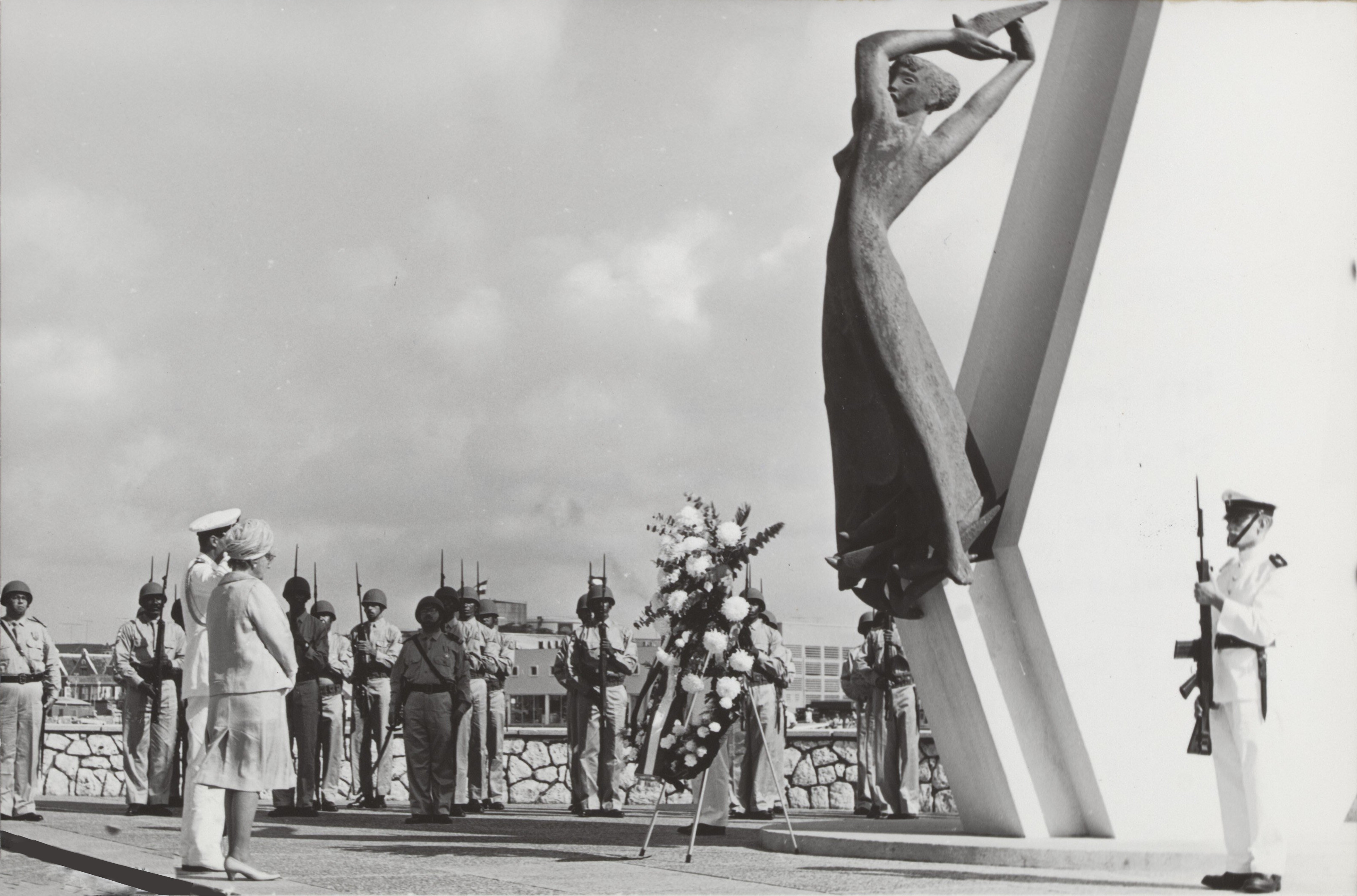
Kranslegging door koningin Juliana en prins Bernhard in 1965.

Het Monument voor de gevallenen in Willemstad is een monument ter nagedachtenis aan slachtoffers uit de Nederlandse Antillen die in de periode 1939-1945 door oorlogshandelingen zijn omgekomen. Het monument wordt wel Vrijheid van de zee genoemd.

## Achtergrond
Op initiatief van een aantal Antilianen, onder wie Shon Cai Winkel, werd na de oorlog de 'Stichting ter Herdenking van in de Tweede Wereldoorlog Gevallenen van de Nederlandse Antillen' opgericht. Een van de doelen van de stichting was het laten vervaardigen van een oorlogsmonument. Aanvankelijk werd hiervoor gedacht aan een plek bij het Fort Amsterdam. Op zoek naar een geschikte beeldhouwer benaderde de stichting de Nederlandse Kring van Beeldhouwers, die Fred Carasso naar voren schoof. De in Amsterdam wonende beeldhouwer verbleef in 1955 een aantal weken op Curaçao om de situatie ter plekke te bekijken. Tijdens dit bezoek werd besloten het monument op een kleine bastion in het water van het Waaigat te plaatsen. Carasso ontwierp een monument met een bronzen vrouwenfiguur, met twee gestilleerde, betonnen vleugels, hij gaf daarmee "de ruimte en de openheid van de zee weer, in welk element velen der Gevallenen hun leven voor de zaak der vrijheid lieten". De vrouw werd in brons gegoten bij Binder. Er werd door een commissie uitgebreid onderzoek gedaan naar de namen van de slachtoffers. Carasso ontwierp daarvoor een gedenkplaat, waarop de namen van de overledenen werden aangebracht. 
Het monument werd op 4 mei 1957 door Antonius Speekenbrink, gouverneur van de Nederlandse Antillen onthuld. Tegelijkertijd werd op de vijf andere eilanden van de Nederlandse Antillen een gedenkplaat met namen van de slachtoffers onthuld. Hoewel de Nederlandse Antillen geen sterke traditie van herdenken kennen, wordt sindsdien jaarlijks op de dag van de Nationale Dodenherdenking om 9 uur 's ochtends een herdenkingsplechtigheid gehouden. Traditioneel namen de gouverneur en premier van de Nederlandse Antillen deel aan de kranslegging, sinds 2011 zijn dat de gouverneur en de minister-president van Curaçao. Ook prinses Beatrix (februari 1965), koningin Juliana en prins Bernhard (september 1965) hebben een bezoek aan het monument gebracht om de gevallenen te herdenken.
Onderzoek van kapitein-luitenant ter zee Jos Rozenburg leverde 37 nieuwe namen op, die aan de plaquette werden toegevoegd. Deze werd daarom bij de dodenherdenking van 4 mei 2022 opnieuw onthuld.

## Beschrijving
Het monument bestaat uit een 3,50 meter hoge, bronzen vrouw ten voeten uit. Ze heeft haar bovenlichaam naar rechts gedraaid, terwijl ze over haar linkerschouder kijkt. Ze houdt boven haar hoofd een zeemeeuw tussen haar handen, aan haar voeten zijn nog een aantal zeemeeuwen te zien. De vrouwenfiguur is geplaatst op een voetstuk van sierbeton, waaruit twee 11 meter hoge gestileerde vleugels schuin omhoogrijzen.